# Hydrochorema lyfordi
Hydrochorema lyfordi är en nattsländeart som beskrevs av Ward 1997. Hydrochorema lyfordi ingår i släktet Hydrochorema och familjen Hydrobiosidae. Inga underarter finns listade i Catalogue of Life.